# Kristotomus nathani
Kristotomus nathani là một loài tò vò trong họ Ichneumonidae.